# Kanizsa Tivadar
Kanizsa Tivadar (Debrecen, 1933. április 4. – Jászkisér, 1975. november 4.) kétszeres olimpiai bajnok vízilabdázó, úszó, edző. 42 éves korában autóbalesetben hunyt el.

## Sportpályafutása
Kanizsa Tivadar a magyar vízilabdasport legnagyobb egyéniségei, közé tartozik. Szerény, tárgyilagos, csupa szív versenyző volt, igazi „VÍZILABDÁZÓ” 1949-ben a szolnoki MTE színeiben, mint úszó kapcsolódott be a vízi sportokba. Négy év múlva már a magyar válogatott keret tagja lett. Üstökösként tört be a világ legjobbjai közé 1950-től az akkor alakult Szolnoki Dózsa úszója és vízilabdázója. Vízilabdázóként első OB I-es mérkőzését 1951. május 28.-án a Csepeli Vasas ellen játszotta. Mindkét szakágban szerzett magyar bajnoki címet, de nemzetközi szintű sport eredményeit vízilabdában szerezte. Kétszer volt tagja az Európa bajnokságot nyert magyar válogatottnak (1958 Budapest és 1962 Lipcse), egyszer, a főiskolai VB-t (1954 Budapest) nyert csapatnak, de a legszebb sikereit az olimpiákon érte el.
1956-ban Melbourne-ben és 1964-ben Tokióiban volt tagja az olimpiai bajnokságot nyert magyar vízilabda válogatottnak. 1960-ban Rómában bronzérmet nyert.
Kétszeres Trofeo Itália győztes (1961 Moszkva, 1965 Budapest. Ez abban az időben, mivel világbajnokságot akkor még nem rendeztek, világbajnoki címmel egyenértékű sportteljesítmény volt).
A magyar vízilabda válogatottban 106 alkalommal szerepelt. 1955-től 1965-ben történt visszavonulásáig 103 válogatott mérkőzésen vett részt.

Nem csak játékosként, hanem úszóként is remekelt. 1954-ben a 4x100m-es gyorsváltóban, 1957-ben a 400 és 1500 m gyorsúszásban magyar bajnok. Hatszor volt tagja az úszó válogatottnak. Az 1958-as Budapesti Európa bajnokságon a 4x200 m gyorsváltó tagjaként bronzérmet nyert. Örökös Balaton átúszó bajnok.

Játékos pályafutását befejezve 1965-ben átvette annak a szolnoki csapatnak a szakmai vezetését, amellyel hatszor (1954, 1957, 1958, 1959, 1961, 1964) nyert bajnokságot. Megszállottként dolgozott csapatával, a legnehezebb körülmények között sem hagyta cserben. Komoly erénye volt a klubhűség. Pályafutása során mindig hű maradt szolnoki sporttársaihoz és barátaihoz, annak ellenére, hogy igen sokszor kapott „fényes” ajánlatokat.

Fáradhatatlanul nevelte a fiatalokat, akik közül Cservenyák Tibor (de már nem szolnoki színekben) követte egy olimpiai bajnoksággal. Tudására felfigyeltek az országos sportvezetők is. Rajki Béla szövetségi kapitány 1970-ben maga mellé vette válogatott csapat edzéseinek segítésére. Ez alatt az idő alatt öt év kihagyás után még „beugrott” három válogatott mérkőzésre (104. 105. 106.). Talán Ő lett volna az első olyan szövetségi kapitány, aki vidékről kapja megbízását. Ám amikor megkérdezték, vállalja-e, Ő szerényen csak ennyit mondott: „nem hagyom ott szeretett városomat”. Lokálpatriotizmusa, egyesülete iránti szeretete, emberi nagysága példamutató.

1965-ben történt visszavonulása után haláláig a Szolnoki Dózsa, illetve a Szolnoki Vízügy Dózsa edzője volt.

Emléke halála óta sem halványul. Neve ott szerepel Budapesten a margitszigeti Sportuszodá-ban, Szolnokon a városháza előterében, valamint a Testnevelési Egyetem aulájában elhelyezett márványtáblákon az olimpiai bajnokok között, illetve Budapesten a Farkasréti temetőben az elhunyt Magyar Olimpiai Bajnokok emléktábláján, valamint a Komjádi Béla uszodában az elhunyt Magyar Úszó-, Műugró-, Vízilabda sport Olimpiai-, Világ-, Európa Bajnokai emléktábláján.

A keleti blokk által bojkottált 1984-es Los Angelesi olimpián beválasztották a halhatatlan vízilabda játékosok soraiba az International Water Polo Hall Of Fame-be a Hírességek csarno-kába. (Malibu, California - august 5, 1984).
Pogány Gábor Benő szobrászművész által készített szobrát a szolnoki Kodály Zoltán Ének - Zene Tagozatos Általános Iskola udvarán helyezték el a róla elnevezett tanuszoda előtt, illetve másolatát a szolnoki Tiszaligetben, a 2013-ban átadott vízilabda Aréna előtt két szolnoki csapattársa a szintén olimpiai bajnok Boros Ottó és Hasznos István szobrai társaságában. Sírját 2006-ban a Nemzeti Sírkert részévé, védetté nyilvánították.
Szabó Imrefia Béla szobrászművész által készített, Hasznos István és Dr. Boros Ottó olimpiai bajnokokkal közös emléktáblája a szolnoki Damjanich János Múzeum I. emeleti panteonjában tekinthető meg.
Születésének 75. évfordulója alkalmából a Magyar Olimpiai Bizottság és az Olimpiai Akadémia emléktáblát helyezett el a Kanizsa Tivadar tanuszoda falán.
Szolnokon a Széchenyi körúti általános iskolában tantermet neveztek el róla.
Vízilabdában elért életművét 2017-ben felvették a Debreceni Cívis Értéktárba.

## Sporteredményei
- VÍZILABDA
- Olimpiai bajnok (1956, 1964)
- Olimpiai 3. helyezett (1960)
- Európa bajnok (1958, 1962)
- Főiskolai világbajnok (1954)  Trofeo Italia győztes (1961, 1965)
- Hatszoros magyar bajnok (1954, 1957, 1958, 1959, 1961, 1964)
- ÚSZÁS
- Európa bajnoki 3. helyezett   (1958) váltóban: 4x200 m-es gyorsváltó
- Háromszoros magyar bajnok (1954) váltóban: 4x100m-es gyorsváltó,  (1957) egyéniben: 400 m gyors, 1500 m gyors)
- Örökös Balaton átúszó bajnok

## Díjai, elismerései
- A Magyar Népköztársaság Érdemes Sportolója (1955)[1]
- Közbiztonsági Érem Arany fokozata (1959)
- Szocialista Munkáért Érdemérem Arany fokozata (1960)
- Szolgálati Érdemérem (1961)
- A Magyar Népköztársaság Kiváló Sportolója (1962)
- Magyar Népköztársasági Sportérdemérem Arany fokozata (1964)
- Szolgálati Érdemérem 15 éves szolgálatért (1966)
- A Magyar Népköztársaság Kiváló Sportolója (1969)
- Szolgálati Érdemérem 20 éves szolgálatért (1971)
- A Vízilabda Hírességek Csarnokának tagja (posztumusz 1984 Los Angeles)
- Köztársasági Elnöki Arany Emlékérem (posztumusz 1996)
- Posztumusz rendőr ezredesi előléptetés (1997)
- A Magyar Köztársaság Országgyűlése Elnökének Emlékérme (posztumusz 2006)
- Köztársasági Elnök posztumusz aranyérme (1996)

## Emlékezete
- Szolnokon a Széchenyi Körúti Általános Iskolában tantermet neveztek el róla (2009)
- Szolnokon a Kodály Zoltán Ének-zenei Általános Iskolában tanuszodát neveztek el róla (1997) és helyezték el szobrát.